# NGC 6055
NGC 6055 este o liner situată în constelația Hercule. A fost descoperită în 8 iunie 1886 de către Lewis A. Swift. Se află la o distanță de 130,62 de megaparseci de Pământ.